# Говорово (Остроленцький повіт)
Говорово (пол. Goworowo) — село в Польщі, у гміні Говорово Остроленцького повіту Мазовецького воєводства.
Населення — 770 осіб (2011).
У 1975-1998 роках село належало до Остроленцького воєводства.

## Демографія
Демографічна структура станом на 31 березня 2011 року:
|          | Загалом | Допрацездатний вік | Працездатний вік | Постпрацездатний вік |
| -------- | ------- | ------------------ | ---------------- | -------------------- |
| Чоловіки | 381     | 68                 | 283              | 30                   |
| Жінки    | 389     | 70                 | 229              | 90                   |
| Разом    | 770     | 138                | 512              | 120                  |